# Izdebnik (Lanckorona)
Izdebnik ist eine Ortschaft mit einem Schulzenamt der Gemeinde Lanckorona im Powiat Wadowicki der Woiwodschaft Kleinpolen, Polen.

## Geographie
Der Ort liegt am Bach Jastrzębka.
Die Nachbarorte sind Brody im Westen, Zarzyce Wielkie, Leńcze, Zarzyce Małe und Podchybie im Norden, Biertowice im Osten, Jastrzębia im Süden.

## Geschichte
Der Ort wurde im Jahre 1335 als Stebnicz erstmals urkundlich erwähnt. Später hieß er Sitibelnik (1336), Scebelnik (1337), Ystebnik (1346), Istebnik (1348), [Wenceslaus soltys de] Istibnik (1362), Istepnik (1406) und endlich Izdebnik (1446).
Seit dem späteren 14./früheren 15. Jahrhundert bis zu den Teilungen Polens gehörte er zur Starostei Lanckorona.

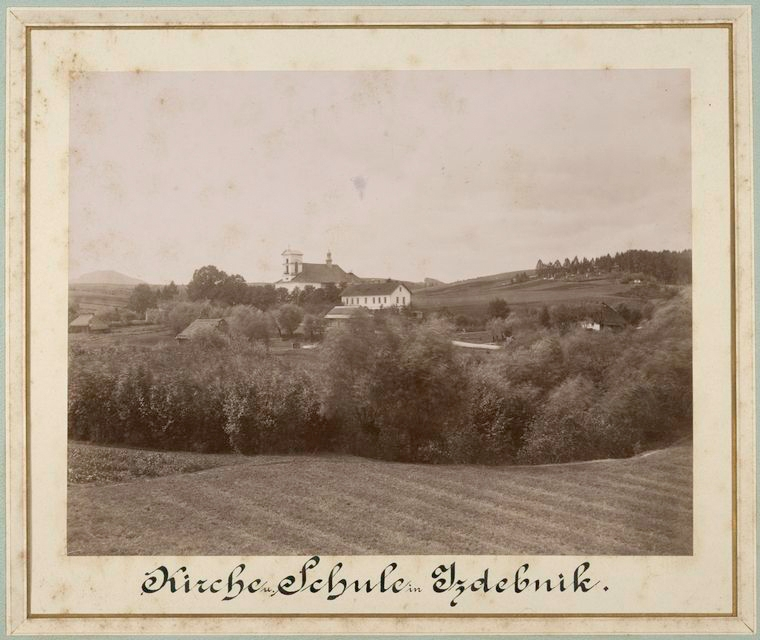
Izdebnik im Jahre 1897

Bei der Ersten Teilung Polens kam Izdebnik 1772 zum neuen Königreich Galizien und Lodomerien des habsburgischen Kaiserreichs (ab 1804). Das Dorf gehörte damals Rainer von Österreich.
1918, nach dem Ende des Ersten Weltkriegs und dem Zusammenbruch der k.u.k. Monarchie, kam Izdebnik zu Polen. Unterbrochen wurde dies nur durch die Besetzung Polens durch die Wehrmacht im Zweiten Weltkrieg. Es gehörte dann zum Generalgouvernement.
Von 1975 bis 1998 gehörte Izdebnik zur Woiwodschaft Bielsko-Biała.

## Verkehr
Durch Izdebnik verläuft die Staatsstraße DK 52, die Bielsko-Biała mit Kraków verbindet.